# Eggebek
Eggebek  (en danois: Eggebæk) est une municipalité allemande située dans le land du Schleswig-Holstein et dans l'arrondissement de Schleswig-Flensbourg. En 2015, sa population est de 2 248 habitants.